# 部落の起源論争
部落の起源論争（ぶらくのきげんろんそう）は、被差別部落の起源、形成史に関わる学術的、政治的論争を指す。
非人については、書物での初見が謀反を起こした貴族とされていることなどもあって起源について大きな争いはなく、特に穢多（えた・えった）差別に関して議論されている。
部落問題は、日本史や日本社会の重要なテーマであるが、近世から近現代にかけての被差別民や、その集住地である被差別部落の起源に関しては未だに定説がなく、論争が続いている。また実証研究による学術的な知見と社会問題解決における政治的な立場でも見解の差が大きい。

## 差別の起源
被差別部落の起源については、異民族（異人種）起源説、宗教起源説、政治起源説などがある。いずれの説も、反論や矛盾点が存在するため、定説にはなっていない。逆に、起源は全く不明とする説もある。

### 職業起源説
賤業に就いている人々が差別されたとするもの。日本がもともと農耕社会であり、狩猟を低く見たとする説であるが、猟師が賤業とされていないなどの反論がある。

### 宗教起源説
仏教の殺生戒や神道でいう穢れにふれるため差別されたとするもので、特に神道起源説は有力な説の一つに挙げられている。部落差別を神仏習合の副産物とみなす説もある。

### 政治起源説
政治権力が政策的に差別を生みだした、あるいは強化したとするもの。これについては、後述を参照。

## 近世政治起源説
第二次世界大戦後、歴史学界や教育現場などで主流とされてきた説である。
近世政治起源説を単純化して言えば、部落は近世権力（豊臣氏、徳川氏）が身分の流動性が大きく戦乱の絶えなかった中世を統一した際に、「民衆の分裂支配」を目的として作ったというものである。平たく言えば、『農民の不満を幕政から逸らすために為政者がスケープゴートとしてこしらえた』―『上見て暮らすな、下見て暮らせ』ということになる（ただし、近世の為政者がこうした旨の触を発した記録はない）。
この説は「中世においても差別は存在していたが、穢多・非人などの身分が制度的に固定されていた訳ではない」という前提に立つ。また戦国期の下克上の中で社会も大きく変動したことから、中世社会と近世社会の間には断絶があると考えられた。原田伴彦は豊臣政権から徳川政権初期にかけて（天正-寛永頃）、被差別民に対する新たな身分制度が形成されていったとする。
近世起源説の中でも、部落の成立（身分制度の確立）については、江戸時代初期（17世紀半ば）全国的に宗門人別帳が作られた時点とする見方や、豊臣秀吉の太閤検地の際に検地帳にかわた（後の穢多）身分が記載された時点とする見方（寺木伸明）などがある。

### 近世起源説への批判
同和教育などで「部落は近世に作られた」とされてきたが、藤沢靖介によると、「織豊政権または江戸幕府が、まったく新たに被差別身分を作り出した」という学説を唱えた研究者は未だかつて一人もいない。
近年、中世以前に被差別民が集住した河原などの「無縁」の地と、近世において被差別民の居住地と定められた地、すなわち近現代の被差別部落に直接つながる土地とが互いに重なる事例が多く報告され、中世の被差別民と近世の被差別民の歴史的連続性が注目されるようになってきた。検地帳などにより「穢多」層の源流には、中世の賤民の系譜にあるもの、一向一揆を含めて戦国期の敗残者の系譜にあるものなどの存在も明らかにされている。
また、被差別部落の人口比率が高いのは、京都、兵庫、奈良、和歌山、愛媛の順（1908年調査）であり、東京（江戸）には少なく、東北にはごく少数しか存在しないことから、江戸幕府が作ったものとするのは不自然である。室町時代には既に、村人が穢多に対する差別意識を記した史料が現れている。
かつての近世起源説に見られた、近世権力が無から突然被差別身分を作り出したかのような論説は近年は姿を消しつつあるが、歴史教科書などにおいては未だにこの論調が多い。

### 教育現場での対応
近世政治起源説が従来の同和教育において「正しい認識」とされたのは、後述の古代起源説や異民族起源説に基づいて差別を当然のものとする風潮の根絶に対抗できるものとされたこと、社会問題や社会の不正義を遅れた発展段階に起因するとしがちな発展段階史観が戦後の歴史学研究や歴史教育を席捲したこと、豊臣秀吉や徳川家康といった歴史的人物個人の責任とすることで誰も傷つかずに差別現象のみを糾弾できるとされたことが大きかった。しかしその一方で、職業や地域を離れても差別が継続してきた実態と乖離し、民衆の間で差別を再生産していく構造の歴史的な形成過程の解明に対しては無力であった。よくある例として、部落差別は地域と職業に由来するので、そこから脱出した者について被差別部落出身と言うことは差別ではないという詭弁を用いる典型的な差別を招来することさえある。
各県の教育委員会の指導する同和教育においては、1990年代半ばになってようやく、近世政治起源説が学術的に否定されつつあることが意識され始めたが、当初は教職員の研修などの場において「歴史学的には近世政治起源説は事実ではないと否定されてきているが、同和教育においては近世政治起源説こそが正しい認識であるとの立場であるから、これで同和教育を行うように」という指導がまかり通るなどのちぐはぐな対応であった。この見解は「同和教育」をデマゴギーであると認めた点で、同和問題のみならず公教育一般についての再考すら迫らす大きな意味を含んでいた。
1990年代末になってようやく近世政治起源説で同和教育を行うことの問題を論じたリーフレットなどが県教育委員会によって編纂され、県立高校や市町村教育委員会に配布されるに至っている。

## 中世起源説
中世史学の網野善彦らの非農業民や穢れの処理に携わる民の実証的な研究によって生じたパラダイム転換を踏まえ、1980年代以降、中世史研究者を中心に提唱されるようになった説である。特に網野が1978年に著した『無縁・公界・楽――日本中世の自由と平和』以降の研究の影響が大きい。

### 中世社会起源説
近世のように身分差別が制度化されていないことから、中世社会の差別意識が注目されてきた。峯岸賢太郎は、部落成立の要因を習俗的差別に求め、中世初頭に一般大衆が穢れ観によって屠者などを自らの社会から排除した時点を部落の起源としている。

### 中世政治起源説
上杉聰は政治権力の存在を重視した「中世政治起源説」を提唱している。1015年（長和4年）、御所周辺に疫病で亡くなった人の死体が多数放置されているのを検非違使に処理を命じたとの記録（「小右記」4月19日）があり、検非違使庁はこれ以後河原者を使って京中の清掃（キヨメ）や警察業務に従事させた。従来は排除されていた河原者を取り入れることで支配の効率も上がることになった。上杉はキヨメの設定をもって、部落の起源としている。（律令制は10世紀末までに崩壊しており、11世紀初めは中世初期とみなされる）

## 古代起源説
古代の賎民身分である五色の賤に近世以降の被差別民の起源を求める説である。
松本治一郎の、「貴族あるところ賎族あり」「部落民へのいわれの無い差別を生んだ物は皇族へのいわれの無い敬意に他ならない」といった発言などから、天皇制の確立なかんずく大和朝廷による異民族制圧が賎民層の起源である、と言う考えもその一種とみることができる。部落の中には、松本の「神武と戦った」の他、「鬼の子孫」などの伝承が残る部落も少なくないが、鬼とは一般的には縄文人の子孫あるいは蝦夷といった異民族を指すというのが今日の見方である。
なお，在野の民俗学研究者の菊池山哉は『穢多族に関する研究』（1912年・発禁本）で異民族起源説を唱え、『日本の特殊部落』（東京史談会･1961年）において、全国約215カ所の「別所」を大和王権による俘囚の移配地と見て、別所を起源の一つとする説を提唱した。「朝廷勢力と戦い続けた古代東北の蝦夷が強制的に移住させられて賎民にされた。被差別部落のルーツの一つは古代東北の蝦夷である」とする菊池説は歴史学や民俗学の専門家から黙殺されたが、1990年代から再評価する動きが出てきた。「別所」の俘囚移配地説について柴田弘武が『鉄と俘囚の古代史』（彩流社･1989年）などの研究を行っている。柴田はさらに約300カ所の別所を析出し、計約500カ所の別所を検討した結果、「菊池の説は動かし難いと思う」と述べている。少なくとも被差別部落の一部は別所を起源とするとの見方がある。
大阪大学教授の小浜基次（人類学者）が西日本の被差別部落を広島辺りまで調査したところ、西日本の一般民は朝鮮半島に多い短頭型であるのに対し、被差別部落民の頭型は東北や裏日本に多い中頭型であることが判明したという。
また、被差別部落の側から書かれた高橋貞樹『特殊部落一千年史』（更生閣・1924）は、「古代の被征服民にして賤業を課せられた奴隷が、時代の経過とともに一定特殊の社会群に変じ、さらに賤業を営むものが穢多族であるという観念に変わったものであろう」（岩波文庫・1992として再刊）としている。

### 異民族（異人種）起源説
前述の古代起源説と同じ又はその一種であり、洋の東西を問わずアウトカーストの発生の大本は異民族ないし異人種間の征服・被征服に端を発するという、一般的な賤民史の範疇において捉えるものであるが、被差別民は渡来人であるとする説と、被差別民の方が先住民であるとする説とに分かれる。
古くは、鎌倉時代の辞書である『塵袋』が、エタは旃陀羅、すなわち狩猟文化と密接な関係を持つ異民族としている。また、江戸時代、鎖国下で日本を清浄な地とし、そこから離れるほど穢れた地になるという思想を持つ国学が流行する中で、穢れた存在である部落民のルーツは朝鮮、中国、アイヌなど日本民族外にあるとする説が生まれた。
この説は、部落解放の父と呼ばれた松本治一郎から「我々の起源は神武時代である。神武が南方に於て戦に負けて逃げて九州に流れ着いた。九州の先住民よりも武器が優秀である。神武の画を御覧なさい。長い刀をさし、弓を持って居ります。……我々の先祖は征服された」 と支持された。高橋貞樹などもこの立場を採る。一方神武天皇が南方で負けたとする記述は史書に見当たらず、それを証明する考古遺物も存在しない。
1885年、東京人類学会の会員であった箕作源八が「穢多ノ風俗」について各地の報告を求め、各地からの被差別部落民にかんする伝承や関係文献 が集まったが、その多くは、被差別部落民を日本人とは異なる「人種」として捉え、その起源について論じるものであった。
その後、人類学者・鳥居龍蔵は、1890年代に、東京・関西・四国等の被差別部落の人の外形を調査し、「朝鮮人の帰化せし者なりとの説は少しも信ずるに足らざるなり。蓋し一も其帰化らしき体質を認めざればなり。若しも彼等が朝鮮的体質なるならば彼等の目は必ず蒙古的ならざるべからず。亦頭形がブラキセフワリック即ち幅の広きものならざるべからず。然るに彼に在りては此要素を少しも認むる能はざるに於ては寧ろマレー的体質を備ふるものに類似せるなり」との調査結果を発表し、朝鮮人説を完全に否定するとともに、被差別部落民には「蒙古眼（蒙古襞）」がみられない南方系の人種であることを強調している。なお、このように、頭長で蒙古眼がみられないという特徴は、アイヌなどの古モンゴロイド（縄文人）のそれと一致する。俗に「被差別部落には美人が多い」という言い伝えがあり、この伝承も被差別部落の異人種起源説を前提にしている。部落出身の岡本弥は「我徒の同胞には可なりの美人が少なくない」と述べ、部落の美人が一般地区に流出し醜い女性だけが部落に残ることを憂え、美人保護論を唱えた。賀川豊彦は「穢多の間に美人が多いことは誰も認めて居る処である」と述べ、被差別部落民のコーカソイド起源説を唱えた。大江卓は「我国の『エタ』も其実往古より『ハフリ』の別名にして、交趾支那に来りた『ヘブリウ』人の一部分の渡来したる者なりと想像す可からざるにあらざるなり」と述べた。
また、戦後になると、大阪大学教授で人類学者の小浜基次が、形質人類学により、４７の被差別部落を含む全国的な調査を行ったが、被差別部落民は周辺地域と比較して中頭型の性質を示したという。短頭型の朝鮮型形質のもっとも濃厚な畿内地区内においてはもとより、一般集団との差異が少ない地域においても、被差別部落民は周辺地域の人と比較して長頭の傾向があったという。
沖浦和光は岩上安身によるインタビューの中で「すべての先住民のなかで蝦夷が、ヤマト朝廷の侵略に抵抗して、最も粘り強く果敢に戦った」「戦いに敗れた蝦夷の戦士たちは俘囚として連行され、西日本各地に配流されてその一部は賤民とされました」 と述べている。沖浦によると、インド伝来のケガレ思想が、中世以降、蝦夷への差別に影響したという。
本田豊は一方で「部落大衆を異民族視」することを「問題」といいつつ、他方では異民族起源説を「『荒唐無稽』として、現在はしりぞけられている説ではあるが、私はこの説の再検討が必要だと考えている。北陸には南北朝ころまで中国大陸や朝鮮半島からの渡来人が多数わたってきていたのであり、渡来人のもたらした文化遺産は多数残されている。そうした渡来人が形成した、と思われる部落も確実に存在するのである」と述べている。